# Bèlluec
Bel Luec (en francès Beaulieu) és un municipi francès, situat a la regió d'Alvèrnia-Roine-Alps, al departament de Cantal.